# Synoplotherium
Synoplotherium (còn được gọi là "Dromocyon")  là một chi tuyệt chủng  tương đối nhỏ, giống chó sói sống 50 triệu năm trước đây, tại nơi bây giờ là Wyoming.

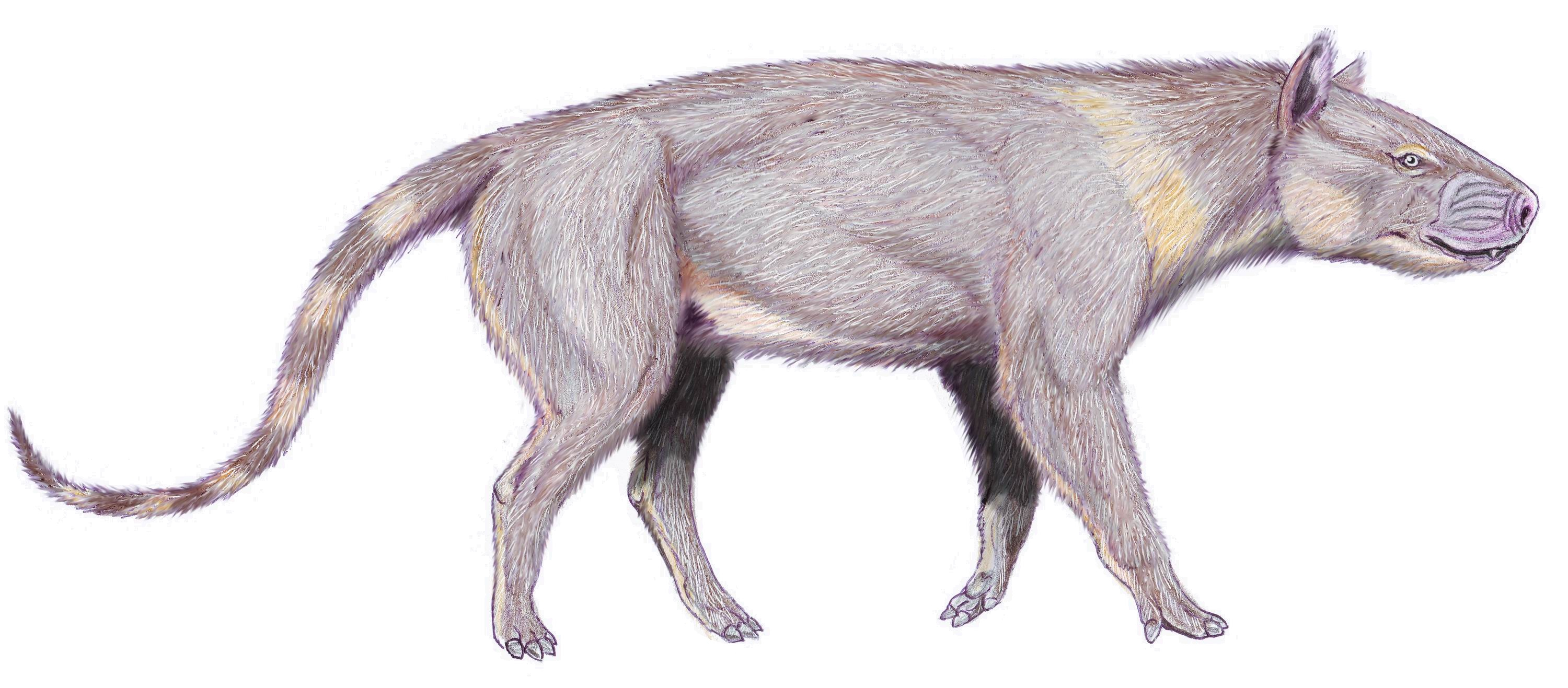
Synoplotherium vorax

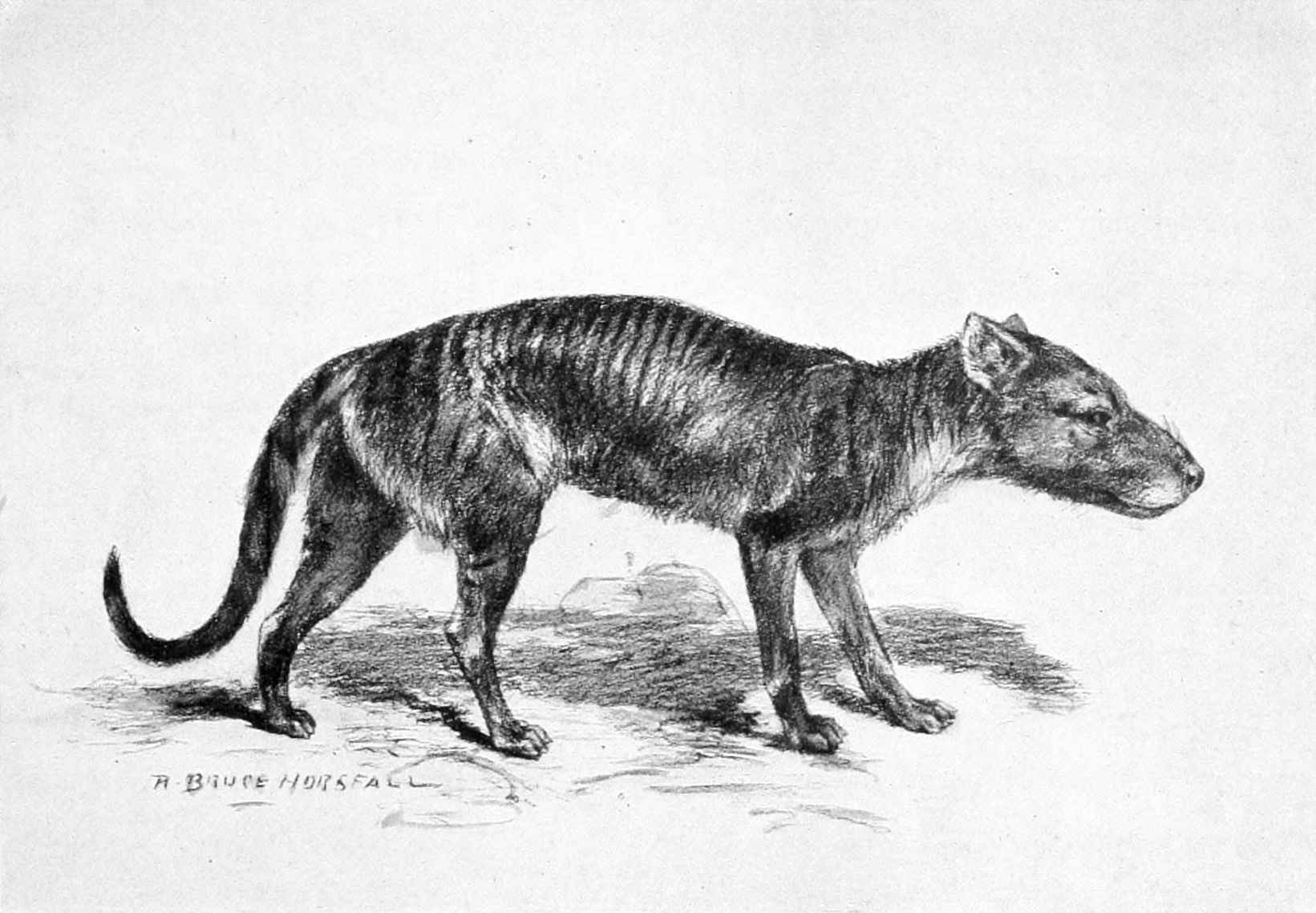
Phục hồi bởi Robert Bruce Horsfall

Synoplotherium có liên quan đến, cùng tồn tại, và có thể cạnh tranh với Mesonyx lớn hơn.